# Munitionsdepot Brüggen-Bracht

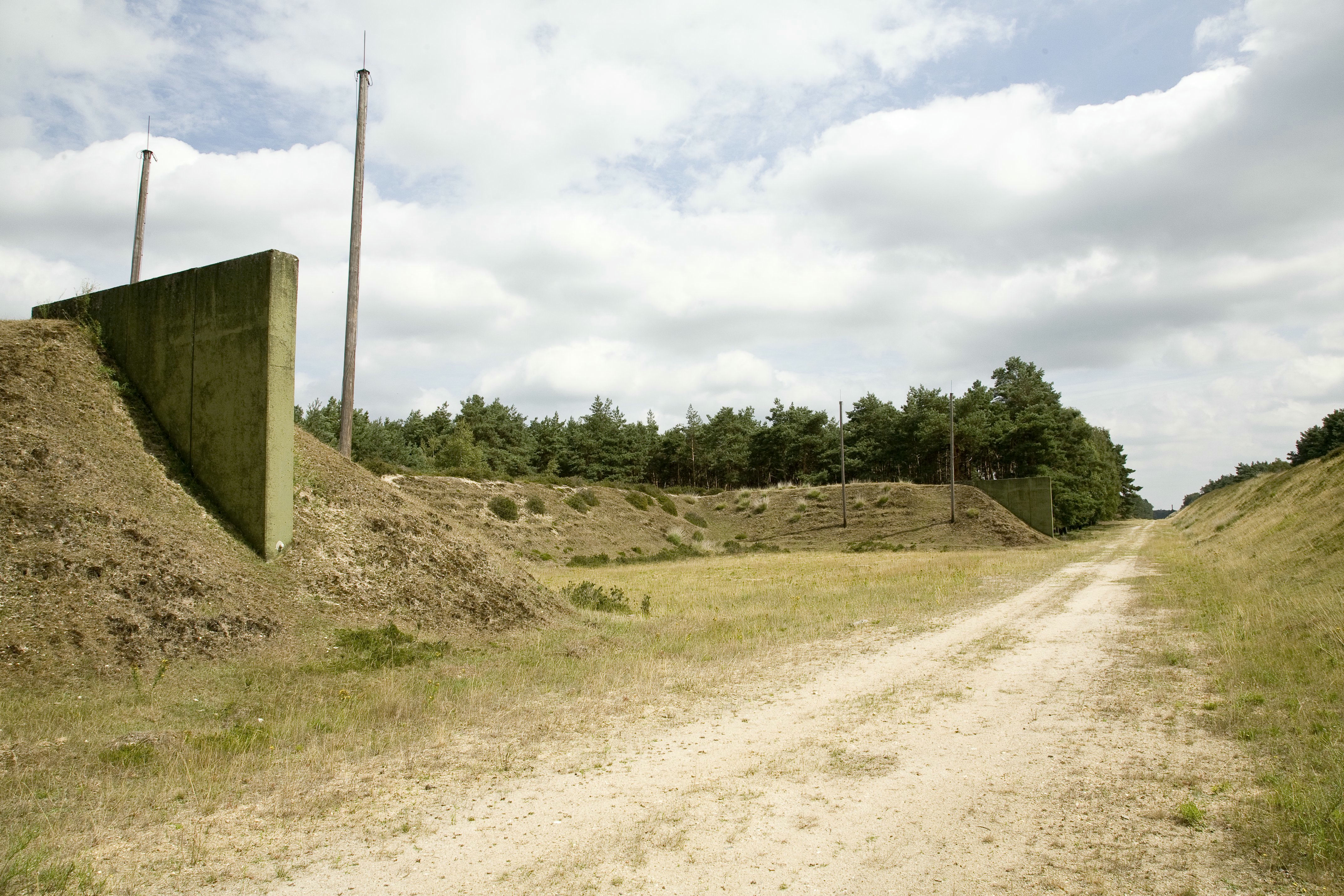
Splitterschutzwälle (2010)

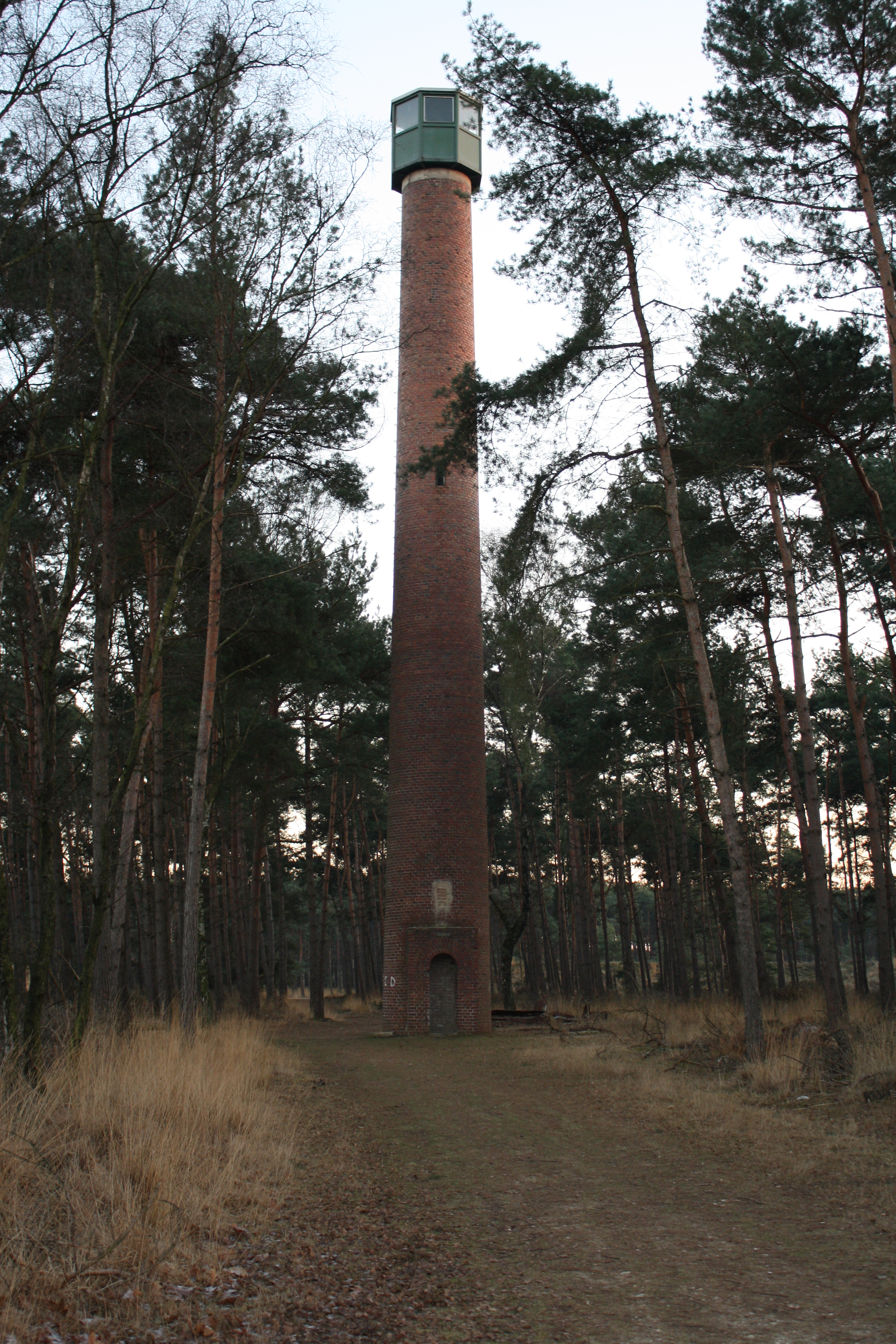
Feuerwachturm auf dem Munitionsdepotgelände (2008)

Das Munitionsdepot Brüggen-Bracht war ein Munitionsdepot der britischen Rheinarmee im Kreis Viersen. Es bestand von 1948 bis 1996 und war zeitweise eines der größten Munitionsdepots Europas.

## Lage
Das Depot lag im Bereich des Brachter Walds nahe der deutsch-niederländischen Grenze bei dem zu Brüggen zählenden Ortsteil Bracht, nach dem es benannt ist. Größere Städte in der Nähe sind das 10 Kilometer entfernte niederländische Venlo und das 20 Kilometer entfernte Mönchengladbach.

## Geschichte
Ab 1945 verwendete die britische Rheinarmee das Gebiet, um Blindgänger zu sprengen, was öfter zu Waldbränden führte. 1948 begann sie, das Gelände einzuzäunen und es zum größten Munitionsdepot Europas auszubauen. Ab 1952 wurde das Gelände militärisches Sperrgebiet, zu dem neben den Militärangehörigen nur Förster und Waldarbeiter Zugang hatten. 1976 bedrohte ein großer Waldbrand das Gelände, doch durch die Zusammenarbeit deutscher und britischer Feuerwehren konnte eine größere Katastrophe verhindert werden. 1996 wurde das Munitionsdepot aufgegeben und im Jahr 2000 als Naturschutzgebiet Brachter Wald freigegeben.
Das 1250 Hektar große Gelände befindet sich zum größten Teil im Besitz der Nordrhein-Westfalen-Stiftung Naturschutz, Heimat- und Kulturpflege (NRW-Stiftung). Andere Teilflächen werden von der lokalen Tonindustrie genutzt.

## Lagerung und Logistik

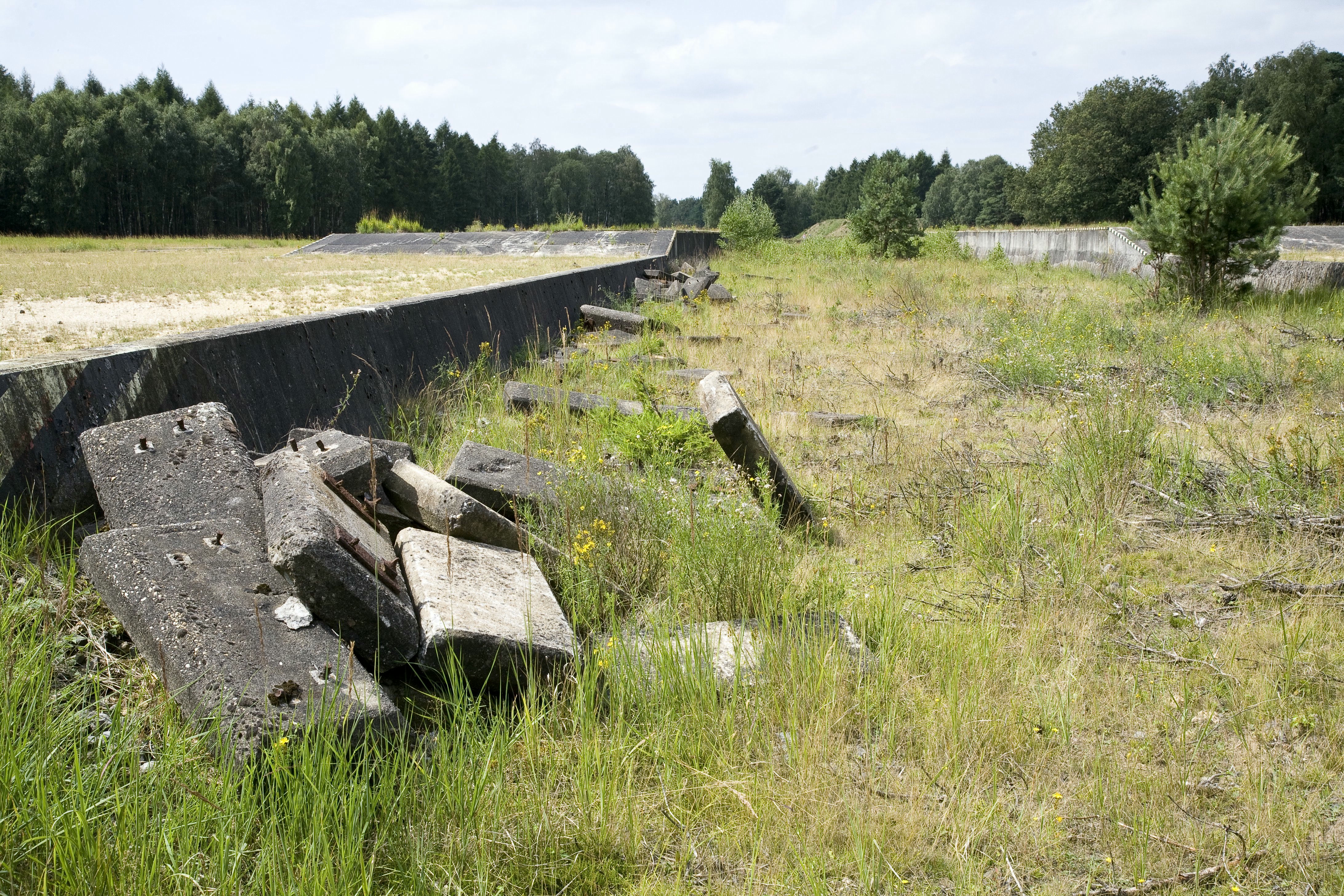
Reste von Verladeanlagen (2010)

Neben konventioneller Munition wie Handfeuer- und Artilleriemunition wurden auch Fliegerbomben des naheliegenden RAF-Flugplatzes Brüggen-Elmpt gelagert. Die Munition wurde per Bahn über die Kleinbahn Kaldenkirchen–Brüggen angeliefert. Auf dem Gelände selbst befanden sich drei überdachte Verladebahnhöfe, wobei der am östlichen Ende des Depots liegende als Verteilerplatz diente. Hier wurde direkt abgeladen oder die Munition zu den beiden anderen Ladestationen weitergeleitet.
Zu Beginn wurde die Munition in einfachen Wellblechhütten gelagert. Später wurden diese durch mobile Schuppen ersetzt, da die Palettierung der Transport- und Lagergüter Ende der 1960er-Jahre in den bisherigen Lagermöglichkeiten die britische Rheinarmee vor Probleme stellte. Die Fliegerbomben wurden im westlichen Bereich des Depots offen gelagert.

## Personal
Der Leiter des Depots hatte den Rang eines Colonels inne. Neben den britischen Soldaten arbeiteten deutsche und aus dem damaligen Ostblock stammende Personen im Lager (Angehörige der Mixed Services Organisation (MSO)). Im Kasernenbereich auf der heutigen St.-Barbara-Straße befanden sich die Unterkünfte für alleinstehende britische Soldaten und ausländische Angestellte. Für Freizeitaktivitäten standen eine Sporthalle und ein Fußballplatz sowie kleinere Clubs zur Verfügung. Familien waren in der naheliegenden Ortschaft Bracht und der Stadt Venlo untergebracht.
Das Depot verfügte über eine eigene Feuerwehr sowie einen Feuerwachturm im Norden des Geländes.

## Aufgabe

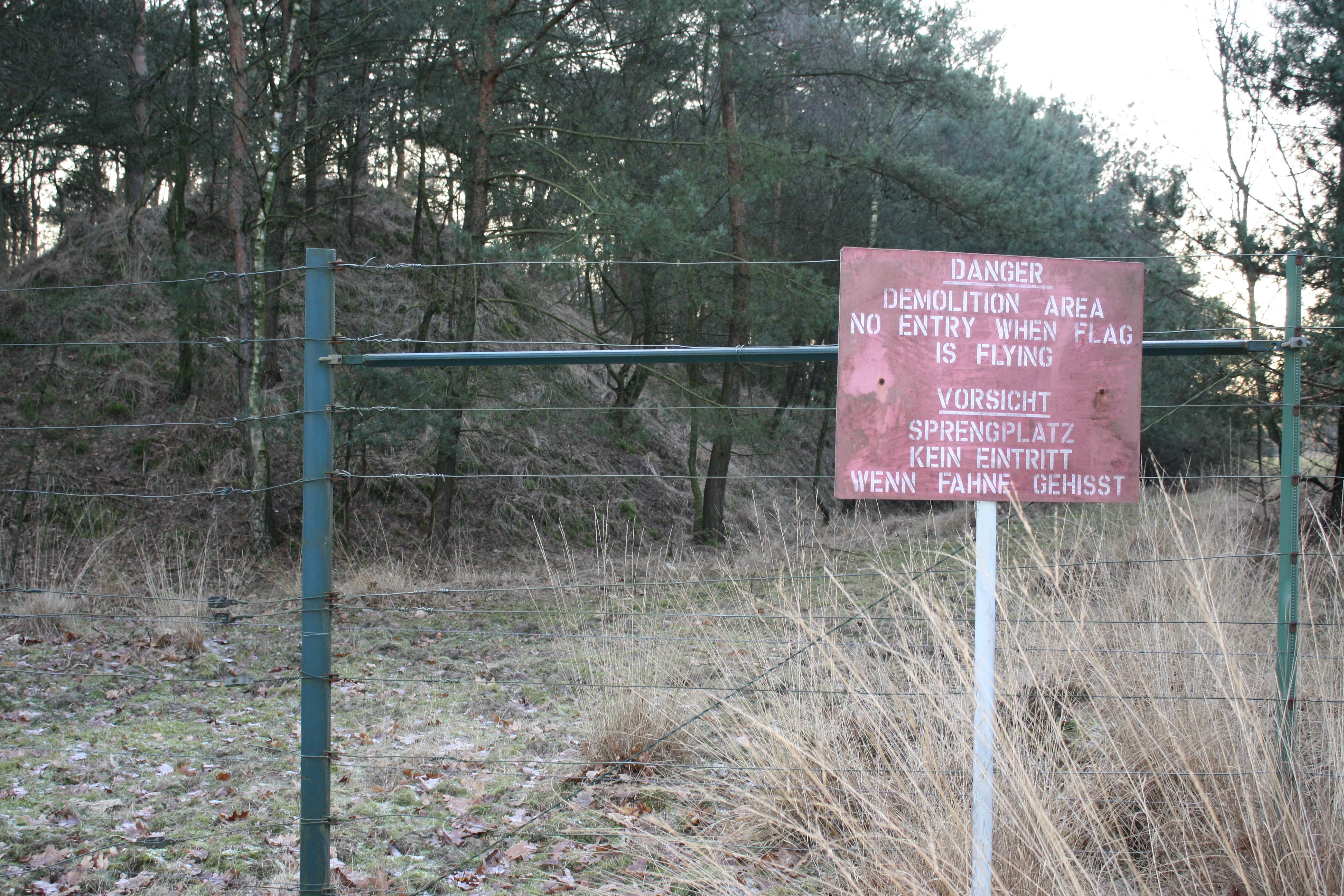
Schild an einem ehemaligen Sprengplatz (2008)

Nach der Aufgabe im Jahre 1996 ging das ehemalige Munitionsdepot in Besitz der NRW-Stiftung über und wurde 2000 zum Naturschutzgebiet Brachter Wald erklärt. Der Kasernenbereich wurde in einen Campingplatz, das Heide-Camp, umgewandelt. In den Offiziersmessen ist Gastronomie untergebracht. Um den britischen Steuerzahler zu entlasten, wurden die Munitionshütten und Gleisanlagen nach Großbritannien geschafft, andere wurden durch die britische Armee und später durch deutsche Unternehmen beseitigt. Um der einzigartigen Flora und Fauna Raum und Ruhe zu verschaffen, wurden die meisten Straßen renaturiert oder für Besucher gesperrt. Zur Pflege der Heidelandschaft werden Rinder, Schafe und Koniks gehalten. Als Wildbestand sieht man häufig Damwild. Die ehemalige Feuerwache und andere Bereiche im Kasernenbereich wurden im Sinne der Renaturierung oder der Verwendung als Deponie abgerissen. Die im Kasernenbereich befindliche St.-Barbara-Kirche wurde wegen ihrer einzigartigen Bauweise unter Denkmalschutz gestellt.
Noch heute sind viele Bunkeranlagen und Schutzzäune zu sehen. Fast alle Hallen wurden abgerissen, von vielen ist nur noch der Betonboden zu sehen.